# Gerhard Fieseler

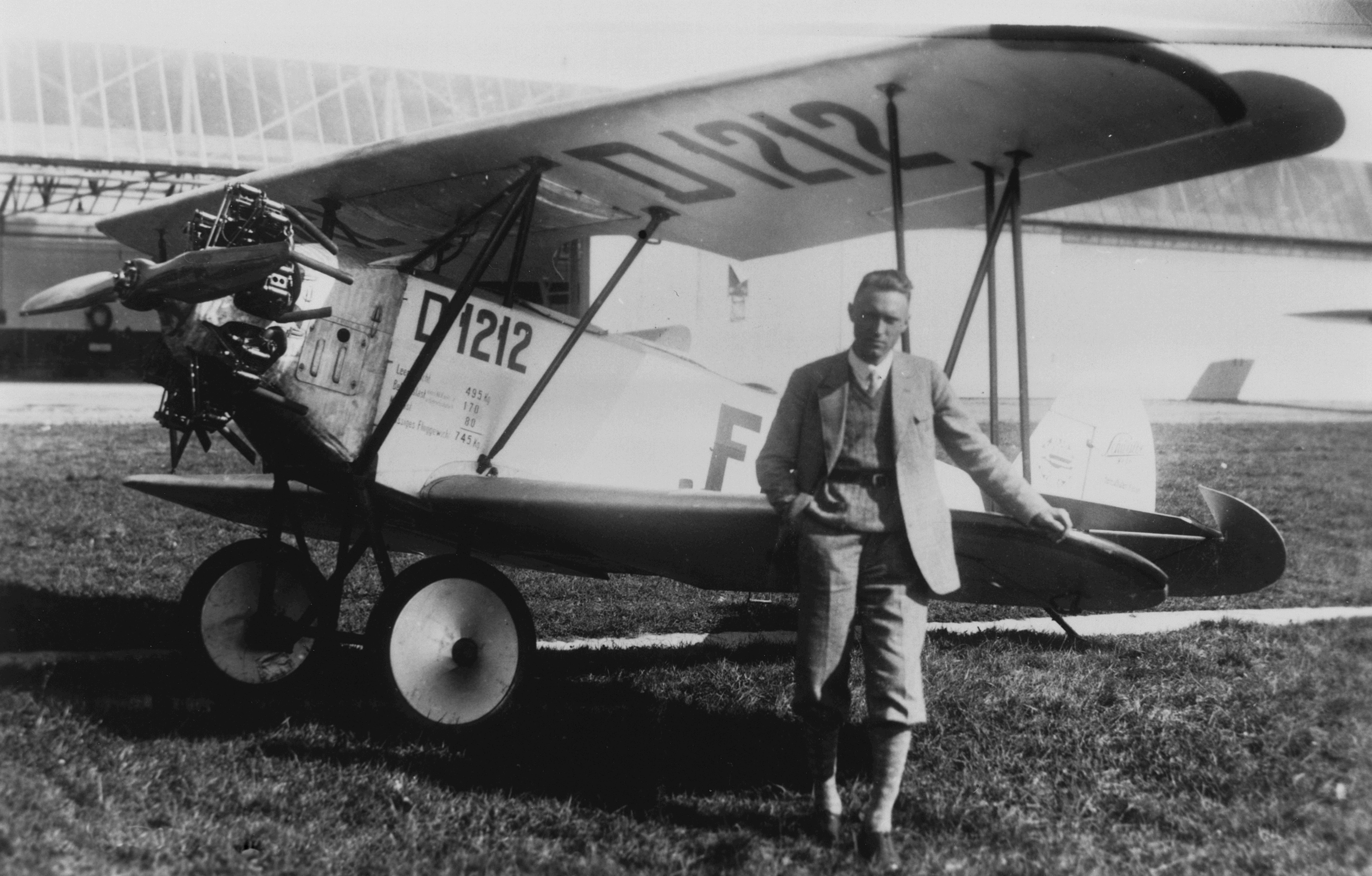
Gerhard Fieseler 1930 vor seiner „Schwalbe“ (Kl 1c, D-1212)

Gerhard Fieseler (* 15. April 1896 in Glesch; † 1. September 1987 in Kassel) war ein deutscher Flugzeugkonstrukteur, der sich im Ersten Weltkrieg als Jagdflieger, später als Kunstflugpilot und Industrieller in der Luftrüstungsindustrie (Gerhard-Fieseler-Werke) einen Namen machte.

## Leben

### Kampfflieger
Gerhard Fieseler war ein Sohn des aus Koblenz stammenden Schriftsetzers August Fieseler und Katharina Fieseler (geb. Marx). Seine Kindheit verbrachte er ab dem 6. Lebensjahr in Bonn, wo er in der „Aug. Fieseler Buchdruckerei“ seines Vaters aushalf. Bereits in jungen Jahren zeichneten sich sein Drang nach technischer Perfektion und die Leidenschaft zum Fliegen durch den Bau zahlreicher Modellflugzeuge ab. Zu Beginn des Ersten Weltkrieges wurde Fieseler als Freiwilliger von den Fliegerersatzabteilungen in Berlin-Johannisthal und Butzweilerhof bei Köln abgelehnt. 1915 wurde er in den militärischen Flugdienst aufgenommen. Er stürzte beim Flugtraining ab, verletzte sich schwer und war bis Februar 1916 im Krankenhaus. Im Oktober 1916 wurde Fieseler zur Fliegerabteilung 243 und später zur Fliegerabteilung 43 abkommandiert. Nach einer Umschulung auf einsitzige Flugzeugmuster wurde er im Mai 1917 nach Mazedonien zur Jasta 25 verlegt. Am 20. August 1917 errang Fieseler südlich von Prilep seinen ersten Luftsieg im Kampf gegen eine Nieuport 17. Er erreichte zunächst die Dienststellung Offizierstellvertreter. Bis zum Kriegsende gelangen ihm 19 bestätigte Luftsiege, für die er 1918 mit dem Goldenen Militär-Verdienst-Kreuz ausgezeichnet und wegen Tapferkeit vor dem Feind zum Leutnant der Reserve befördert wurde.

### Kunstflugpilot

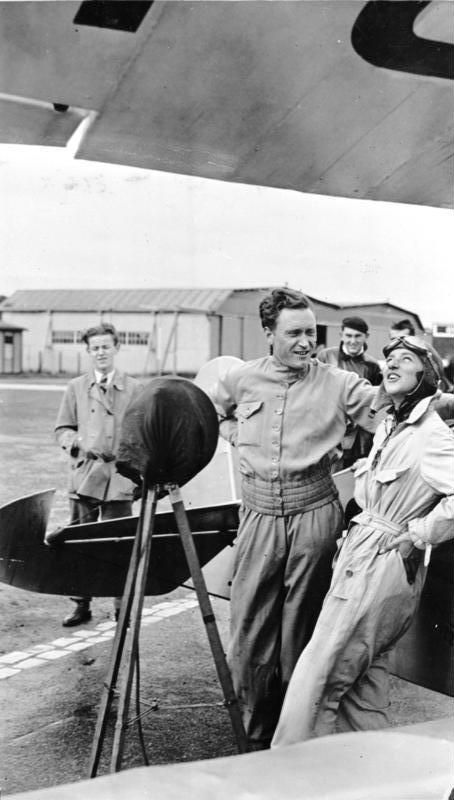
Gerhard Fieseler bei den Kunstflugmeisterschaften 1931 in Berlin-Tempelhof

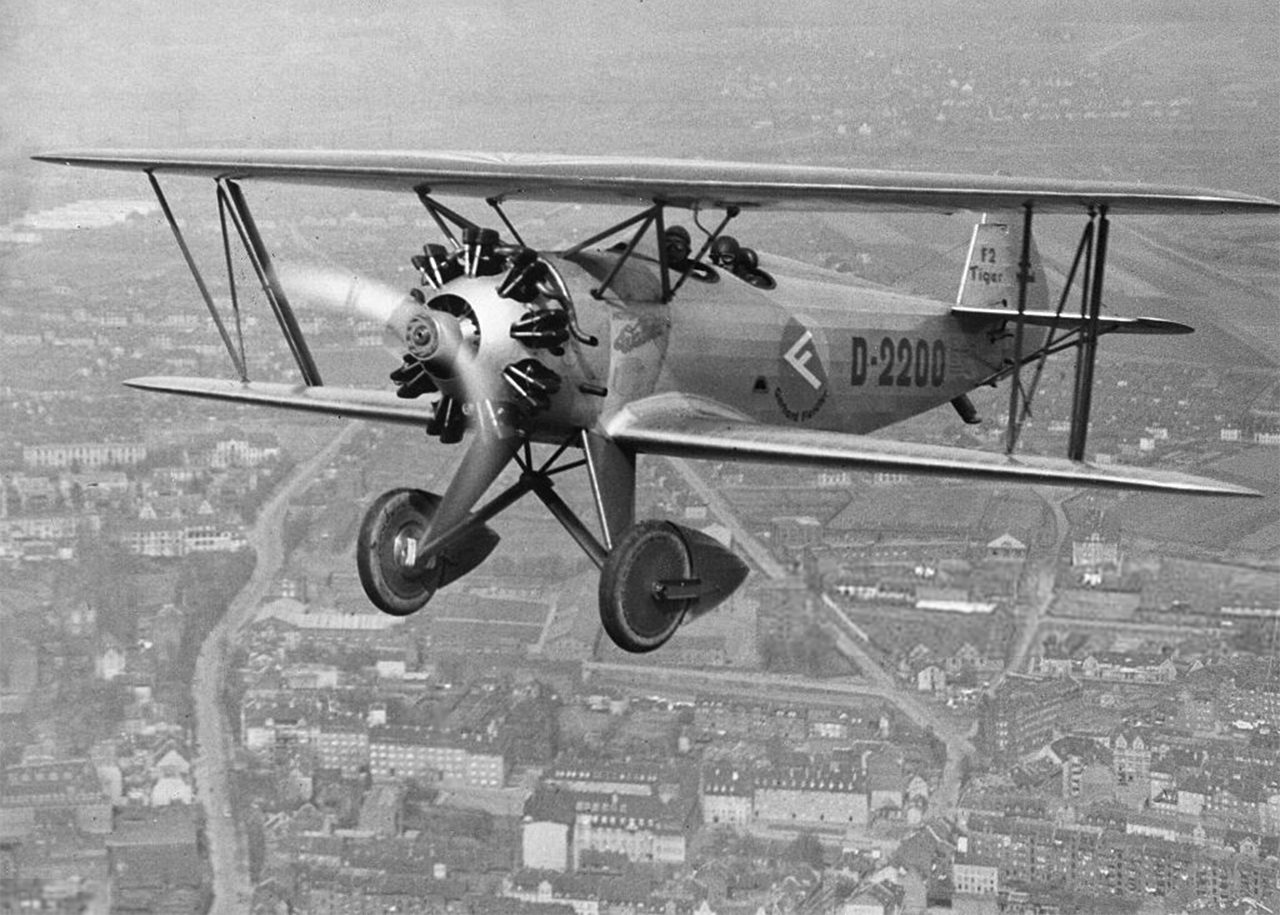
Gerhard Fieseler mit seiner F2 Tiger 1932 bei einem Flug über Kassel. Mit dieser Maschine errang er 1934 in Vincennes bei Paris den Coupe Mondiale d’Acrobatie Aérienne.

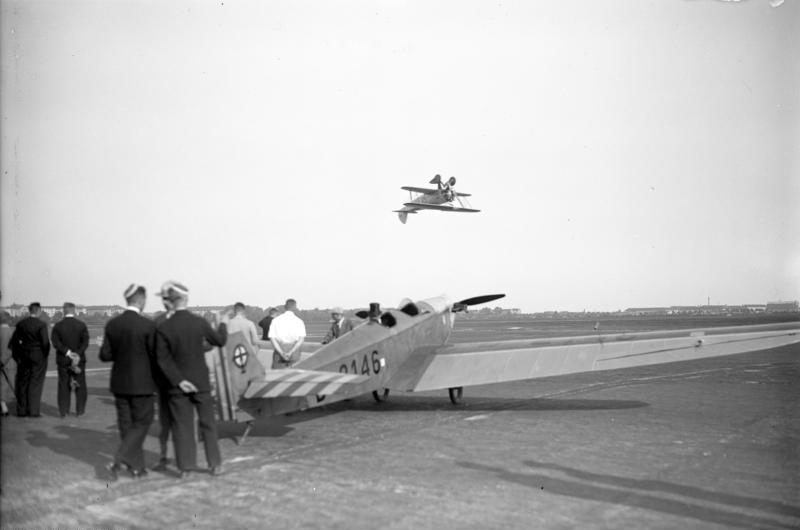
Gerhard Fieseler im Juni 1932 bei der Vorführung eines Rückenfluges in Berlin

Nach dem Krieg baute Fieseler zunächst eine Druckerei in Eschweiler auf, die er 1926 schloss, um sich wie viele seiner ehemaligen Kameraden ganz dem Kunstflug zu widmen. Er ging nach Kassel, um als Fluglehrer bei der Raab-Katzenstein-Flugzeugwerke GmbH tätig zu werden, an der er sich als GmbH-Gesellschafter beteiligt hatte. Fieseler behauptete, mit 20 Prozent beteiligt gewesen zu sein, Raab nennt 2 Prozent. Allerdings wurde ihm bereits im April 1927 fristlos gekündigt. Seine GmbH-Anteile erhielt er in Form einer Flugzeugzelle erstattet.
Ab 1927 nahm er an Kunstflugwettbewerben teil, für die er am Flugplatz Kassel-Waldau trainierte. Dabei entwickelte er für seine Maschine, eine Raab-Katzenstein Schwalbe, ein rückenflugtaugliches Tank- und Vergasersystem. Beim Zürcher Kunstflugwettbewerb vom 12. bis 21. August 1927 stellte er mit dieser Maschine einen Weltrekord im Rückenflug von 10 Minuten 56 Sekunden auf. Der sicher beherrschte Rückenflug erlaubte ihm den ersten Außenlooping nach modernem Kunstflugstandard zu fliegen. Seine Stärke lag im Erfinden neuer und immer schwierigerer Manöver, die ihm beachtlichen Erfolg im Wettbewerb mit anderen europäischen Kunstflugpiloten seiner Zeit brachten, obwohl ihm nur leistungsmäßig unterlegene Maschinen zur Verfügung standen. 1928 entwarf er ein eigenes Kunstflugzeug, das bei Raab-Katzenstein gebaut wurde, die Fieseler F1. Bei der deutschen Kunstflugmeisterschaft 1928 in Düsseldorf wurde Fieseler vor Udet „verdienter Sieger“. Die als schwierig eingestufte Kunstflugfigur Rollenkreis wurde erstmals von ihm geflogen.
Nach dem Bankrott von Raab-Katzenstein kaufte Fieseler von seinem durch die Kunstfliegerei geschaffenen Vermögen die Fabrik Segelflugzeugbau Kassel, die von ihm am 1. April 1930 in Fieseler Flugzeugbau (ab April 1939 Gerhard-Fieseler-Werke) umbenannt wurde. Auf einem seiner neuen Flugzeugentwürfe, der Fieseler F 2 Tiger, mit der er als erster die symmetrische Tragfläche im Kunstflug einführte, gewann Gerhard Fieseler am 9. und 10. Juni 1934 in Vincennes bei Paris den als erste Kunstflug-Weltmeisterschaft angesehen Coupe Mondiale d’Acrobatie Aérienne, an dem neun Kunstflugpiloten aus sieben europäischen Ländern teilnahmen. Nach diesem Erfolg, bei dem zwei seiner Mitstreiter ums Leben kamen, gab Fieseler die Kunstfliegerei auf, das Preisgeld von 100.000 Franc investierte er in seine Firma.
Diese Leistungen zusammen mit der Einführung vieler fortgeschrittener Kunstflugfiguren machen Fieseler zum Gründervater des modernen Wettbewerb-Kunstflugs. Die Kunstflugfigur Turn wird im englischen Sprachgebrauch auch heute noch Fieseler genannt.

### Industrieller

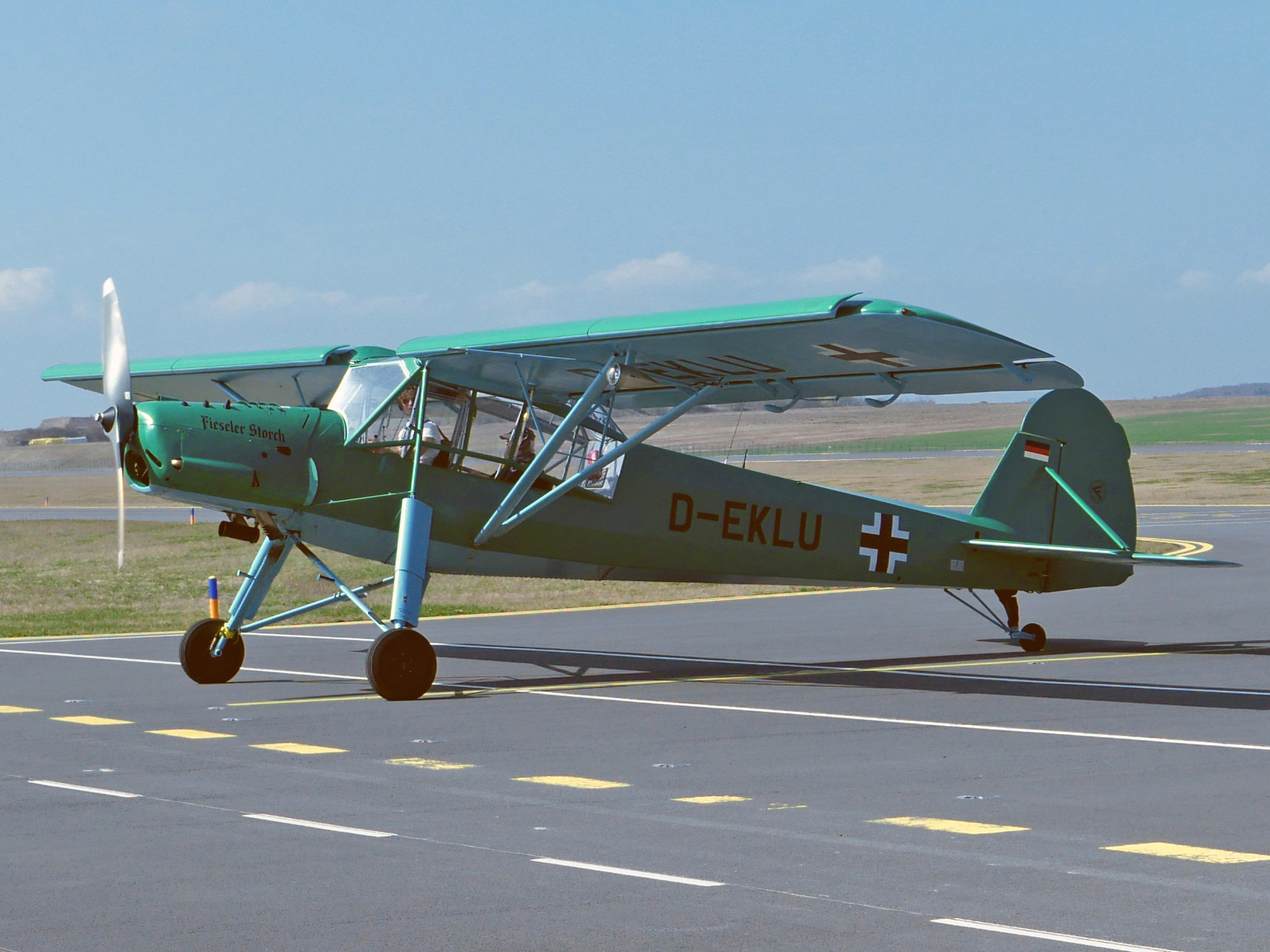
Fieseler Storch D-EKLU Baujahr 1943 im April 2015 auf dem Flughafen Kassel

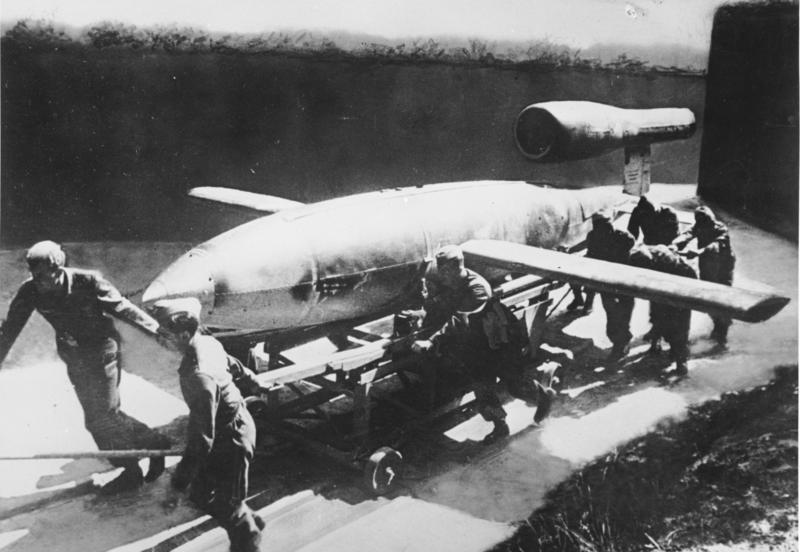
Marschflugkörper V1 vor Start, 1944

Das NS-Regime begann bald nach der Machtübernahme mit der Aufrüstung der Wehrmacht.
Begünstigt durch Fieselers Mitgliedschaft in der NSDAP und durch seine Ernennung zum Wehrwirtschaftsführer konnten die Fieseler Werke wichtige Aufträge für die Aufrüstung der am 1. März 1935 zur Teilstreitkraft erklärten Luftwaffe gewinnen. Dabei war Fieseler selbst kein Flugzeugkonstrukteur, aber als Inhaber hatte er insbesondere in der Projektierungsphase neuer Maschinen maßgeblichen Einfluss auf die Konstruktionsvorgaben. Allerdings führte er persönlich die Erstflüge durch.
Das bekannteste Flugzeug wurde der Fieseler Storch, der aufgrund einer Bestellung des Reichsluftfahrtministeriums (RLM) entstand. Durch die ausgezeichneten Langsamflug- und STOL-Eigenschaften gewann dieses Muster die Ausschreibung für ein neues Luftwaffen-Verbindungsflugzeug. Insgesamt 2549 Exemplare dieses Flugzeugs wurden bis Kriegsende gebaut.
Weitere bekannte Flugzeuge, die bei Fieseler u. a. in Lizenz produziert wurden:
- Fieseler F 5, Sport- und Trainingsflugzeug
- Fieseler Fi 98, Kampfflugzeug, Doppeldecker
- Fieseler Fi 167, Torpedo-Bomber, Aufklärer
- Messerschmitt Bf 109 (besonders erwähnenswert ist hier das nur bei Fieseler produzierte Modell Bf 109 T mit klappbaren Tragflächen. Es war für den Einsatz auf dem deutschen Flugzeugträger Graf Zeppelin bestimmt, der nie fertiggestellt wurde.)
- Focke-Wulf Fw 190
- Fieseler Fi 103, die als „Vergeltungswaffe“ V1 bekanntgewordene „fliegende Bombe“ wurde bei Fieseler entwickelt und bei 50 weiteren Firmen produziert.

Gerhard Fieseler wurde am 29. März 1944 als Betriebsführer der Fieseler-Werke abgesetzt, weil die von der Luftwaffe geforderten Produktionszahlen nicht erreicht wurden. Zeitweise waren mehr als 10.000 Arbeiter, darunter Tausende niederländische Zwangsarbeiter, in den drei Kasseler Fieseler Werken beschäftigt. Fieselers Karriere im Dienste des Nationalsozialismus wird heute, trotz völliger Entlastung seiner Person im Entnazifizierungsprozess, kritisch betrachtet.

### Nachlass
Am 17. Oktober 1980 wurde die Gerhard-Fieseler-Stiftung in Kassel gegründet. Zweck ist die Förderung bestehender gemeinnütziger Institutionen des Wohlfahrtswesens, des Sports, der Altenhilfe sowie von Kunst und Kultur. Gerhard Fieseler starb im Jahr 1987 in Kassel.

## Auszeichnungen
- Goldenes Militär-Verdienst-Kreuz (1918)[1]

## Schriften
- Gerhard Fieseler: Meine Bahn am Himmel. Bertelsmann Verlag, München 1979, ISBN 3-570-01192-5 (Autobiographie).